# Po godzinach (program telewizyjny)
Po godzinach – cykliczny program telewizyjny poświęcony zjawiskom we współczesnej kulturze i sztuce. Audycja była nadawana w 1 programie Telewizji Polskiej od 21 marca 2005, w poniedziałki, w późnych godzinach wieczornych.
Prowadzącymi byli Agnieszka Szydłowska i Mariusz Wilczyński. Program reżyserował Grzegorz Jankowski, redakcja Elżbieta Rottermund i Krzysztof Koehler.
Formuła programu polegała na dyskusjach z gośćmi (m.in. publicystami, dziennikarzami muzycznymi oraz filmowymi, muzykami, a także politykami) zaproszonymi do prywatnego mieszkania. Wśród zaproszonych byli m.in. Jerzy Prokopiuk, Andrzej Nowak, Jan Klata, Zbigniew Hołdys, a nawet Jerzy Urban.
Formuła programu różniła się od klasycznego talk-show tym, że bodźcem inicjującym dyskusję były fragmenty filmów, np. Trzy pogrzeby Melquiadesa Estrady (temat dyskusji: motyw odkupienia winy), Pani zemsta (temat dyskusji: motyw zemsty), Good Night and Good Luck.